# Jaral del Progreso
Jaral del Progreso är en ort i Mexiko.   Den ligger i kommunen Jaral del Progreso och delstaten Guanajuato, i den centrala delen av landet, 230 km nordväst om huvudstaden Mexico City. Jaral del Progreso ligger 1 779 meter över havet och antalet invånare är 17 748.
Terrängen runt Jaral del Progreso är platt norrut, men söderut är den kuperad. Terrängen runt Jaral del Progreso sluttar norrut. Runt Jaral del Progreso är det ganska tätbefolkat, med 111 invånare per kvadratkilometer. Närmaste större samhälle är Valle de Santiago, 13,7 km väster om Jaral del Progreso. Trakten runt Jaral del Progreso består till största delen av jordbruksmark.